# التفاعلات العكسية الناتجة عن تناول الطعام
التفاعلات العكسية الناتجة عن تناول الطعام هي استجابة عكسية يقوم بها الجسم نتيجة لتناول الطعام أو أنواع محددة من الأطعمة.
التفاعل الأكثر شيوعاً والذي يتسبب بآثار عكسية وهو ما يعرف "بحساسية الغذاء"، نتيجة استجابة مناعية عكسية إما لنوع معين أو أصناف محددة من البروتينات المتواجدة في الغذاء.
على أية حال، هناك ردود فعل عكسية متعلقة بالغذاء عدا عن الحساسية . هذه التفاعلات تتضمن الاستجابة إلى الأغذية عن طريق عدم قدرة الجسم على تحمُلِها، التفاعلات والتأثيرات الناتجة عن استخدام الأدوية، التفاعلات التي يتخللّها السموم، بالإضافة إلى الاستجابات التي يقوم بها الجسم، كالغصّة.